# Йонгйокк
Йонгйокк (устар. Йонг-йоки) — река в России, протекает в Мурманской области. Впадает в озеро Паюсойгъяур. Длина реки составляет 11 км.

## Данные водного реестра
По данным государственного водного реестра России относится к Баренцево-Беломорскому бассейновому округу, водохозяйственный участок реки — Тулома от истока до Верхнетуломского гидроузла, включая Нот-озеро. Речной бассейн реки — бассейны рек Кольского полуострова, впадает в Баренцево море.
Код объекта в государственном водном реестре — 02010000312101000002094.